# 石油発動機

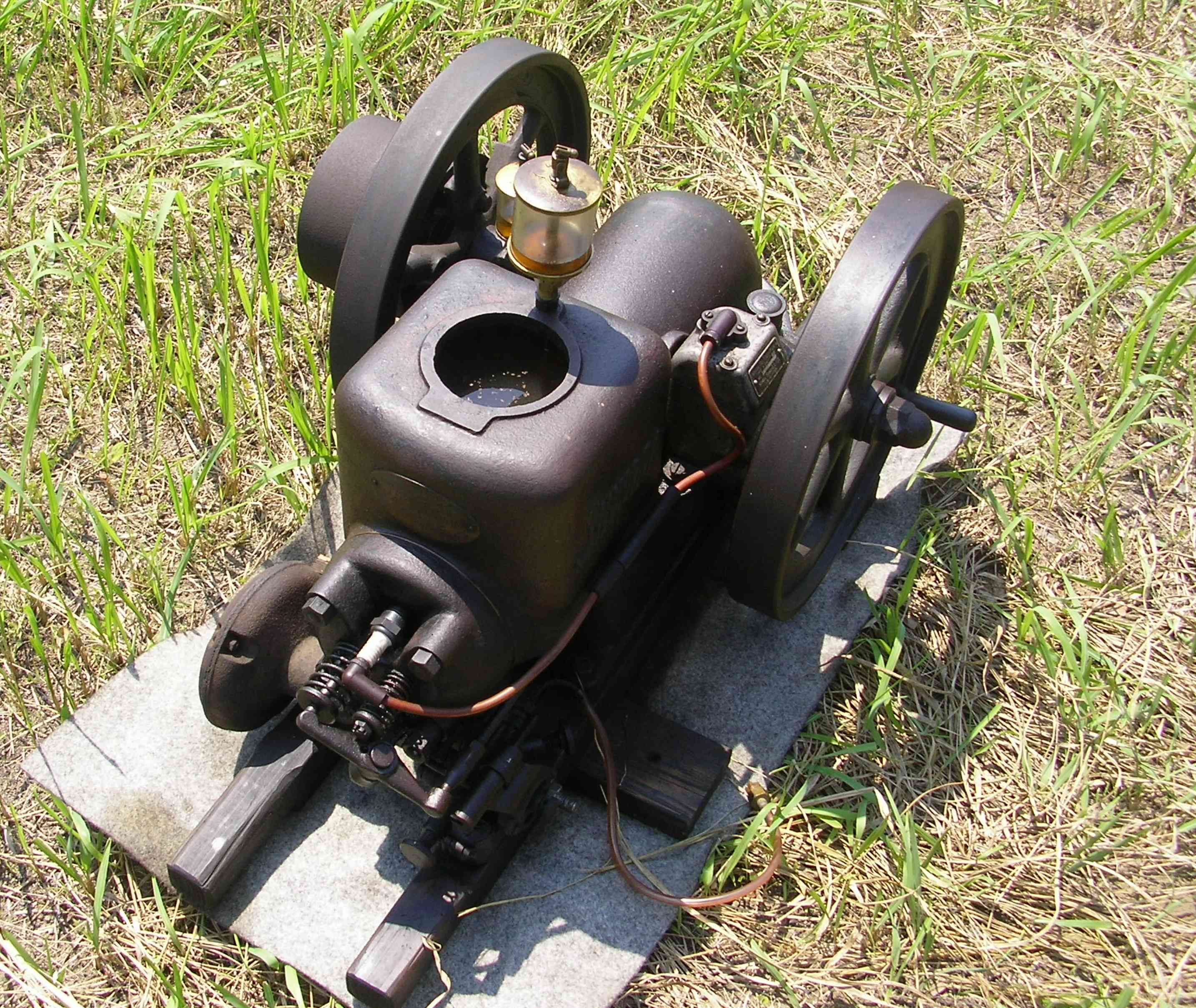
「シノダ」石油発動機（埼玉県川口市・篠田発動機製。小型発動機の典型例。シリンダ上に冷却水ホッパとガラス製のオイラーを備え、右側のフライホイール内側には点火用マグネトーを装備。自動吸気弁を持つ「1本棒」型）

石油発動機（せきゆはつどうき、オイルエンジン、ケロシンエンジン）は、灯油（ケロシン）を燃料とする内燃機関の一種である。

## 概説
レシプロ式内燃機関の代表的なものには、ガソリンを燃料とする火花点火機関と、軽油や重油などを燃料とする圧縮着火機関があるが、石油機関は主な燃料に灯油を用いる気化器式火花点火機関である。
基本構造はガソリンエンジンとほぼ共通する。ただし、灯油はオクタン価がガソリンに比べて低いため圧縮比をあまり上げることはできず、熱効率ではガソリンエンジンに劣るが、安価で入手しやすいケロシンを燃料に使うことができるため、農作業用などに広く用いられた。
グローエンジン（または焼玉エンジン）やディーゼルエンジンとは点火（着火）方式において別種のものであるが、ケロシンを燃料に使うことができるために往々にして混同される。石油発動機は、焼玉エンジンよりは取り扱いが容易である。ガソリンエンジンと比較して低圧縮・低回転での使用が前提で、構成部品に高い工作精度を要求されないため、点火用マグネトーを除けば全般に製作が容易で、地方の零細企業などで広く製造された。1930年代から1950年代の最盛期には、日本国内でも地方の小規模メーカーに至るまで100近いメーカーが存在したと伝えられる。
かつては農業や漁業に広く用いられたが、1950年代以降、先進国では効率が良い小型ディーゼル発動機や小型軽量で高出力のガソリンエンジンにとってかわられたものの、発展途上国では依然として強制空冷式の小型石油発動機が製造されている。その多くは圧縮比の低いサイドバルブ型小型ガソリンエンジンの圧縮比をさらに落とし、ケロシンとガソリンタンクを持ち、キャブレターに送る燃料をコックで切り替える仕様である。空冷小型の代表的なものとしてはロビンのEY-Kシリーズがあり、2017年（平成29年）まで製造されていた。ロビンやホンダのサイドバルブ式石油発動機のコピー製品が中国で大量に生産されていて、現在でも世界中の低開発諸国で使用されている。
過去にはヤマハ発動機が、始動時にガソリンを使い、運転時に主としてケロシンを使う2ストローク石油発動機を製造販売していた。この製品では始動用のガソリンにも、通常使用時の灯油にも2ストロークオイルを混合して使用する。2ストロークのため燃費は悪いが小型軽量の割に出力が大きく、メンテナンスが簡単なため普及していた。
旧式の石油発動機は、最近になって各地の熱心な愛好家の間で復元されており、発動機を修理する業者も存在する。また、当時、製造していたメーカーから模型が販売されている。

## 構造

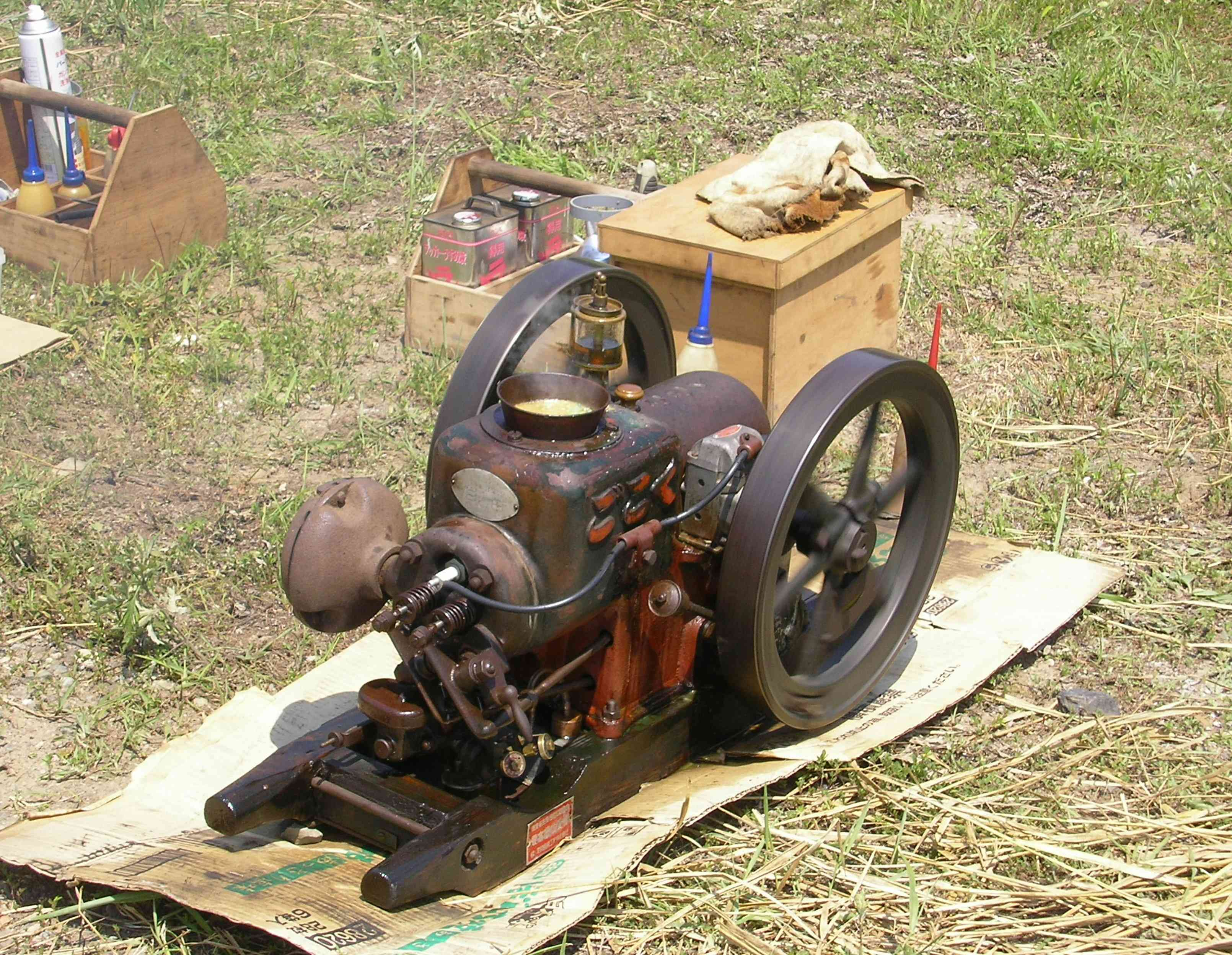
自然蒸発する冷却水の湯気を上げて運転中の「ごこく」石油発動機（愛知機械工業製）。吸排気ともプッシュロッド駆動の「2本棒上弁式」型

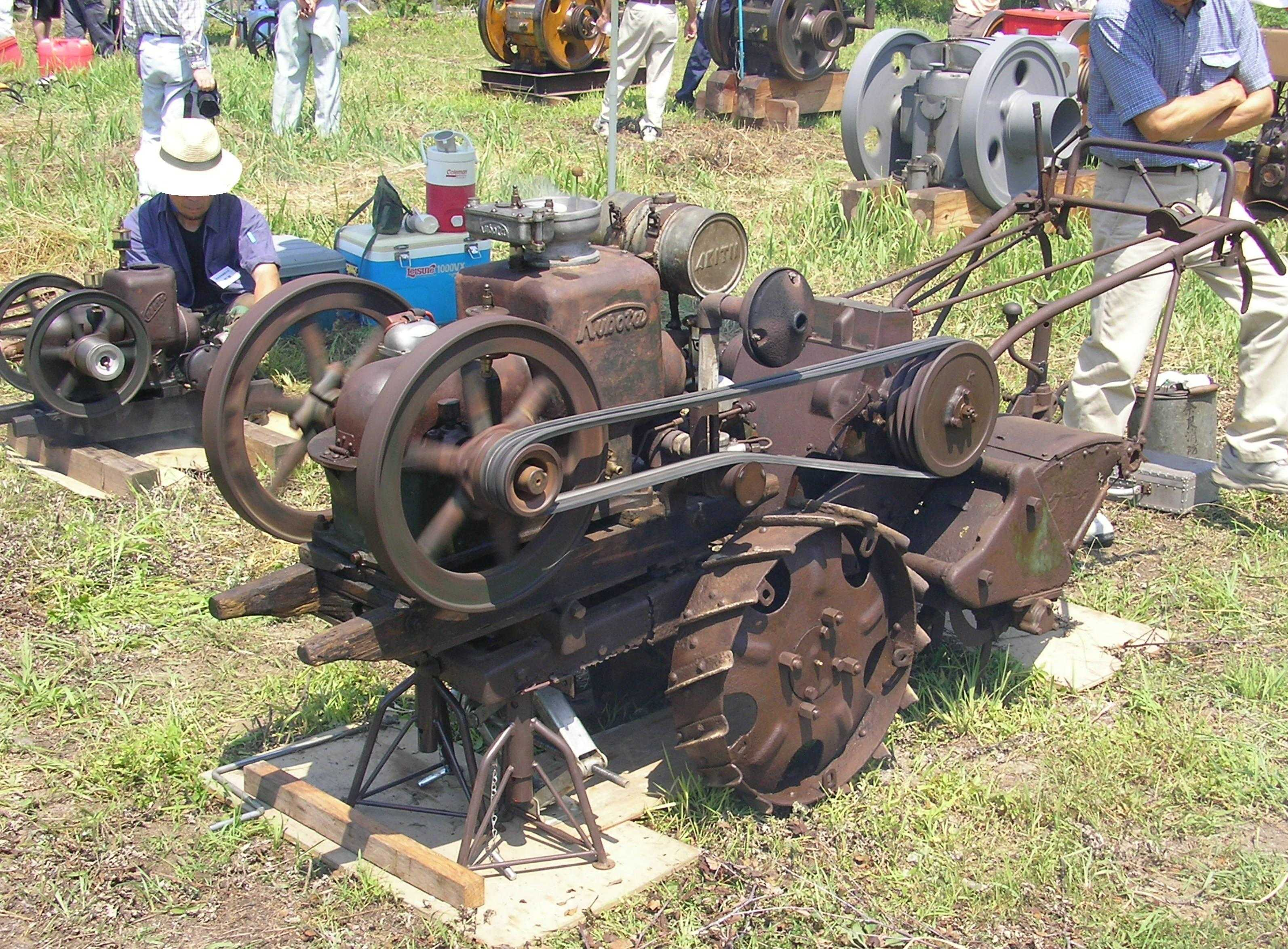
「クボタ」石油発動機搭載耕耘機

灯油を主たる燃料とするレシプロエンジンである。ガソリンエンジンと同様にキャブレターで燃料を霧化し、圧縮した混合気をマグネトーと点火プラグによって電気着火する。軽便な用途を目的とすることから、その全盛期には一般に低出力・簡易な単気筒型がほとんどであり、生産性と強度確保の面から鋳造部品を多用して製造されていた。また安定の良い水平シリンダ型として、木製ないし形鋼製の土台（台枠）に固定され、可搬性を良くしてあるものが多かった。冷却装置はシリンダーのウォータージャケット上部にホッパーを持つのみで、冷却水の沸騰蒸発により冷却を図るホッパー水冷式が大半である。
原理はガソリン機関と変わりないが、気化しにくい灯油燃料でも作動する一方で、灯油の発火点はガソリンより低くノッキング対策のため圧縮比をあまり上げられず、回転も高くできないため効率は低い。気化を促進させる為に吸気を予熱する設計としたものもあった。比較的初期の製品の吸気弁は、気筒内の負圧に伴って自動的に開かれる自動吸気弁であることが多く、この点でも高速回転には向かない。自動吸気弁型は、プッシュロッドは排気用の1本のみを備える。第二次世界大戦後になってからは石油発動機でも1,500 - 1,800 rpmの高速型が増え、吸気側もカム駆動となり、プッシュロッドも2本となる。その外観から、現在では愛好家内ではそれぞれを「一本棒」、「二本棒」と呼称されているようである。
なお、1930年代に久保田鉄工所（現クボタ）が、1本のプッシュロッドで給排バルブとも駆動する（プッシュロッドが中点よりバルブ側に動くと中央に支点のあるロッカーアームが排気バルブを押し下げて開け、中点よりカム側に動くとロッカーアームから出たアームが支点を介さずに直接吸気バルブを押し下げることでそれぞれを別々のタイミングでバルブを開閉する。プッシュロッドは吸気バルブを開けるときにカムに追随するためスプリングでカム側に押し付けてある）『トバダ式発動機』を製作、販売している。
灯油は気化性が悪いため始動には適さず、発動機始動時のみ補助的にガソリンを利用する。キャブレターのフロート室にガソリンを入れ、手動による弁開放操作（「デコンプ」と呼ばれる）でシリンダー圧縮を機能させないようにしつつ、ピストンを上死点付近に移動させて始動準備をする。始動はフライホイールの手回し、もしくは出力軸のロープ牽引（一種のリコイルスターター）により、勢いを付けてクランクシャフトに初動の回転を与える。この手動始動自体は、低圧縮比とガソリンの着火性の良さから、予備作業が済んでいればさほど困難ではない。始動後はしばらく暖機運転させ、回転が安定してから、灯油燃料に切り替える。機関回転数はガバナーによってほぼ一定に制御することができた。
戦中戦後には代用燃料化する為に木炭ガス発生器を別に取り付け、ガスエンジンとする改造も多かったようである。木炭ガス発生装置については木炭自動車を参照。
現在も製造・販売されている石油発動機（ケロシンエンジン）は基本構造については通常のサイドバルブ式、およびOHV式の各ガソリンエンジンと圧縮比が低いこと以外はほぼ同じだが、燃料タンクが内部で始動用のガソリンと運転用の灯油に分割されており、燃料の充填用キャップも2個ついている。通常は始動時にキャブレターのフロート室に残った石油を抜いてガソリンを充填する機構と、暖機後に灯油に切り替えるコックがついている。